# Ace Bailey (cestista)
Airious Bailey, detto Ace (Chattanooga, 13 agosto 2006), è un cestista statunitense di ruolo ala piccola, professionista nella NBA con gli Utah Jazz.

## Carriera

### College
Il 15 gennaio 2023 Bailey si è impegnato a giocare nella pallacanestro università per la Rutgers University, preferendola a offerte da Ohio State, Kentucky, Kansas, Texas e Oregon. Il 12 novembre 2023 ha firmato la sua lettera d'intento con l'istituto. Nell'unica stagione con gli Scarlet Knights ha mantenuto una media di 17,6 punti, 7,2 rimbalzi e 1,3 assist a partita, venendo inserito nel terzo quintetto ideale della Big Ten Conference e in quello ideale dei debuttanti della stessa.

### Carriera professionistica
Bailey è stato selezionato come quinto assoluto dagli Utah Jazz nel Draft NBA 2025.

## Statistiche

### College
| Anno      | Squadra            | PG | PT | MP   | TC%  | 3P%  | TL%  | RP  | AP  | PRP | SP  | PP   |
| --------- | ------------------ | -- | -- | ---- | ---- | ---- | ---- | --- | --- | --- | --- | ---- |
| 2024-2025 | Rutgers S. Knights | 30 | 30 | 33,3 | 46,0 | 34,6 | 69,2 | 7,2 | 1,3 | 1,0 | 1,3 | 17,6 |
| Carriera  | Carriera           | 30 | 30 | 33,3 | 46,0 | 34,6 | 69,2 | 7,2 | 1,3 | 1,0 | 1,3 | 17,6 |

## Palmarès

### Scuole superiori
- McDonald's All-American (2024)
- Jordan Brand Classic (2024)
- Nike Hoop Summit (2024)
- Mr. Georgia Basketball (2024)

### NCAA
- Third-team All-Big Ten (2025)
- Big Ten All-Freshman Team (2025)